# Sphecomorpha faurei
Sphecomorpha faurei là một loài bọ cánh cứng trong họ Cerambycidae.